# Chambry (Sena y Marne)
 Chambry  es una población y comuna francesa, en la región de Isla de Francia, departamento de Sena y Marne, en el distrito de Meaux y cantón de Meaux-Nord.

## Demografía
| 552 | 625 | 673 | 691 | 738 | 841 |
| Para los censos de 1962 a 1999 la población legal corresponde a la población sin duplicidades (Fuente: INSEE [Consultar]) |     |     |     |     |     |